# Warsow
War§ow (WarSow, укр. Варс́оу, або скорочено w§w, wsw) — вільна кіберспортивна гра в жанрі FPS. Розроблена групою ентузіастів на модифікованому рушію QFusion, що є у свою чергу модифікацією двигуна Quake 2, вихідні коди якого id Software випустила в 2001 році. Перша публічна версія вийшла 8 червня 2005 року.
War§ow спеціально створювалася для гри у мережі. Вона має багато спільного з такими іграми як Quake World, модом Quake 3 Challenge ProMode Arena і серією Unreal Tournament. Команда розробників хотіла створити веселу, швидку, динамічну гру, тому перевагу було віддано мультиплікаційній графіці, з використанням цел-шейдерів, що робить гру яскравою з відмінною видимістю супротивників та рівнів.

## Концепція
- Самостійна гра для Windows та Linux, що випускається під відкритою ліцензією General Public License
- Шутер від першої особи, орієнтований на кіберспорт
- Ігровий процес сконцентрований на швидкості, стрибкових трюках та мистецтві рухатися
- Закінчена система Power-up[en], має особливий режим слабкого і сильного вогню для кожної зброї
- Мультиплікаційна графіка, суміш тем кіберпанк, індастріал й наукової фантастики
- Схожість з QuakeWorld, CPMA, Jet Set Radio[en]

### Ліцензія
War§ow поширюється безкоштовно з кодом під GNU GPL та пропрієтарними мультимедіа ресурсами.

## Геймплей

### Рух
Ігровий процес War§ow сконцентрований на швидкості, стрибкових трюках та вмінні рухатися.  Все це надає величезну глибину інтерактивності при русі в 3D-просторі та надає нескінченні шляхи для вдосконалення ігрових навичок. Крім класичних трюків, що прийшли зі сцени Quake, таких як Circle Jump, Strafe Jump, Double Jump, Bunny Hopping, і т.д., War§ow володіє своїми спеціальними рухами: 
- Wall Jump — стрибок від стіни
- Dash — ривок
- Dodge — ухилення
- Ramp Slide — ковзання по рампі
- Double Dash Jump — подвійний стрибок з ривків

Вони всі можуть бути виконані за допомогою лише двох клавіш, за замовчуванням — правий клац і пробіл. 

### Зброя
Кожна зброя має два типи набоїв — сильні і слабкі. При підборі зброя заряджена слабкими набоями, які завдають меншої шкоди.  Сильні набої даються при підборі скринь, розташованих на мапі. Режим стрільби обирається автоматично в залежності від того, які набої має зброя, перевага віддається сильним набоям. 
| Зброя            | Коротка назва | Опис |
| ---------------- | ------------- | --- |
| GunBlade         | GB            | Слабка зброя, дається відразу при респауні, самостійно завдає шкоди близько розташованому противнику, при натисканні кнопки вогню стріляє слабкими зарядами, що мають невелику віддачу. Заряди відновлюються з часом.                                                                                   |
| RiotGun          | RG            | Дробовик, зі спіралеподібним розкидом дробу, найкраща зброя для близької дистанції, але має низьку дієвість на великій відстані. |
| Grenade Launcher | GL            | Стріляє стрибаючими гранатами. Тактична, але дуже потужна зброя, при прямому попаданні здатна вбити приставшого супротивника. Сильні патрони вибухають відразу після другого дотику. |
| Rocket Launcher  | RL            | Стріляє ракетами, які мають великий радіус ураження. Одна з основних видів зброї, може використовуватися як тактична, так і наступальна. Також використовується для виконання rocket jump і wall rocket jump, трюків для набору вертикального або горизонтального прискорення.                          |
| PlasmaGun        | PG            | Зброя, стріляє високотемпературною плазмою. Має хорошу скорострільність і вогневу міць. Частіше застосовується для середніх і близьких дистанцій, а так само як допоміжна зброя. Завдяки гарній віддачі використовується для виконання plasma climb трюку, що дозволяє збиратися вертикально по стінах. |
| LaserGun         | LG            | Лазерна зброя, стріляє безперервним променем, ефективна на середніх дистанціях. У слабкому режимі промінь менш керований. |
| ElectroBolt      | EB            | Класична зброя для дальніх дистанцій. За пострілом тягнеться слід, за яким можна визначити позицію стріляючого. У слабкому режимі постріл влучає не миттєво, а летить з певною швидкістю, через що втрачається ефективність на дальніх дистанціях.                                                      |
| InstaGib         | IG            | Дуже потужна зброя, що вбиває з першого попадання. Доступна в режимі instagib. |

### Режими гри
- Duel: поєдинок між двома суперниками, переможцем вважається той, хто набере більше прапорів за обмежений проміжок часу — зазвичай 10 хвилин.
- Deathmatch: стандартний для багатьох мережевих шутерів режим, метою якого є вбивство інших гравців для отримання очок(так званих фрагів).
- Team Deathmatch: режим Deathmatch, де гравці розділені на команди і змагаються в командному заліку.
- Capture the Flag : гравці діляться на дві команди і намагаються захопити прапор противника, що б принести його до свого прапора і отримати очки.
- Instagib: аналогічний режиму Deathmatch, але кожен гравець отримує зброю InstaGib, яке завдає смертельні ушкодження при першому ж попаданні і має необмежений запас набоїв. Також існують модифікації: Instagib Deathmatch, Instagib Capture the Flag та ін.
- Clan Arena: відсилання до режимів гри з серії Quake — Rocket Arena і Clan Arena. Можливий варіант з вибором класу гравця, кожен з яких має додаткові бонуси у вигляді посилених набоїв до певної групи зброї.
- Duel Arena: Clan Arena один на один, при кількості учасників більше двох — переможець грає з кожним гравцем по черзі.
- Race: подібне до модифікації для Quake III — DeFRaG, метою якої ставиться швидкісне проходження мап (трас).

### Боти
Боти з’явилися у Warsow з найбільш ранніх версій.  Починаючи з версії 0.4 вони можуть виконувати практично всі трюки, що є в грі (bunny hopping, dash, wall jump і т.д.). Так само вони вміють засікати час появи предметів і влучно стріляти.

## Назва
War§ow — це відсилання до Joy Division британської пост-панківської групи кінця 70-х / початку 80-х, яка до цього називалася Warsaw (з літерою A, як місто у Польщі). War§ow відразу став абревіатурою слів: Warriors of Alternate Reality — Slaughters Over the Web (Бійці Альтернативної Реальності — різанина через Веб). 
Але SoLomoNK (автор проекту) не був остаточно задоволений цією абревіатурою, й протягом кількох років продовжував шукати нову.  Нарешті була створена нова абревіатура, що чудово відповідала духові гри: War§ow is Art of Respect and Sportmanship Over the Web (War§ow — це Мистецтво Поваги та Спортивної майстерності Через Веб — частий прийом у середовищі розробників ПЗ, називається рекурсивний акронім).